# George Pau-Langevin
George Pau-Langevin (født 19. oktober 1948 i Pointe-à-Pitre på Guadeloupe) er en fransk socialistisk politiker. 
Hun er medlem af Nationalforsamlingen og tidligere minister. 

## Ministerposter
Fra 2012 til 2016 havde George Pau-Langevin ministerposter i de socialistisk–radikale regeringer Jean-Marc Ayrault I og II, Manuel Valls I og Manuel Valls II.
Hun var statssekretær for uddannelse (viceundervisningsminister) i 2012–2014, og hun var minister for Frankrigs oversøiske områder i 2012–2014.

## Medlem af Nationalforsamlingen
George Pau-Langevin var medlem af Nationalforsamlingen for en kreds i Paris i 2007–2012. Hun genindtrådte i Nationalforsamlingen den 1. oktober 2016, og hun blev genvalgt i 2017.

## Medlem af regionsrådet
I 1992–1998 var George Pau-Langevin medlem af regionsrådet for Île-de-France. 